# Йоккмокк
Йоккмокк,  також Йокмокк  (швед. Jokkmokk, північносаам. Dálvvadis) — селище на півночі Швеції, у лені Норрботтен. Адміністративний центр комуни Йоккмокк. Лежить на правому березі річки Лілла-Лулеельвен, правої притоки річки Лулеельвен, біля озера Вайкіяуре.  Населення — 2786 осіб, площа — 3,59 км².

## Населення
| Рік             | 1960 | 1970 | 1980 | 1990 | 2000 | 2010 |
| --------------- | ---- | ---- | ---- | ---- | ---- | ---- |
| Населення, чол. | 2507 | 2966 | 3256 | 3393 | 3201 | 2786 |

## Транспорт
В місті є залізнична станція.    

## Відомі особистості
В поселенні народились:
- Максіда Мерак (* 1988) — шведсько-саамська виконавиця.

## Галерея

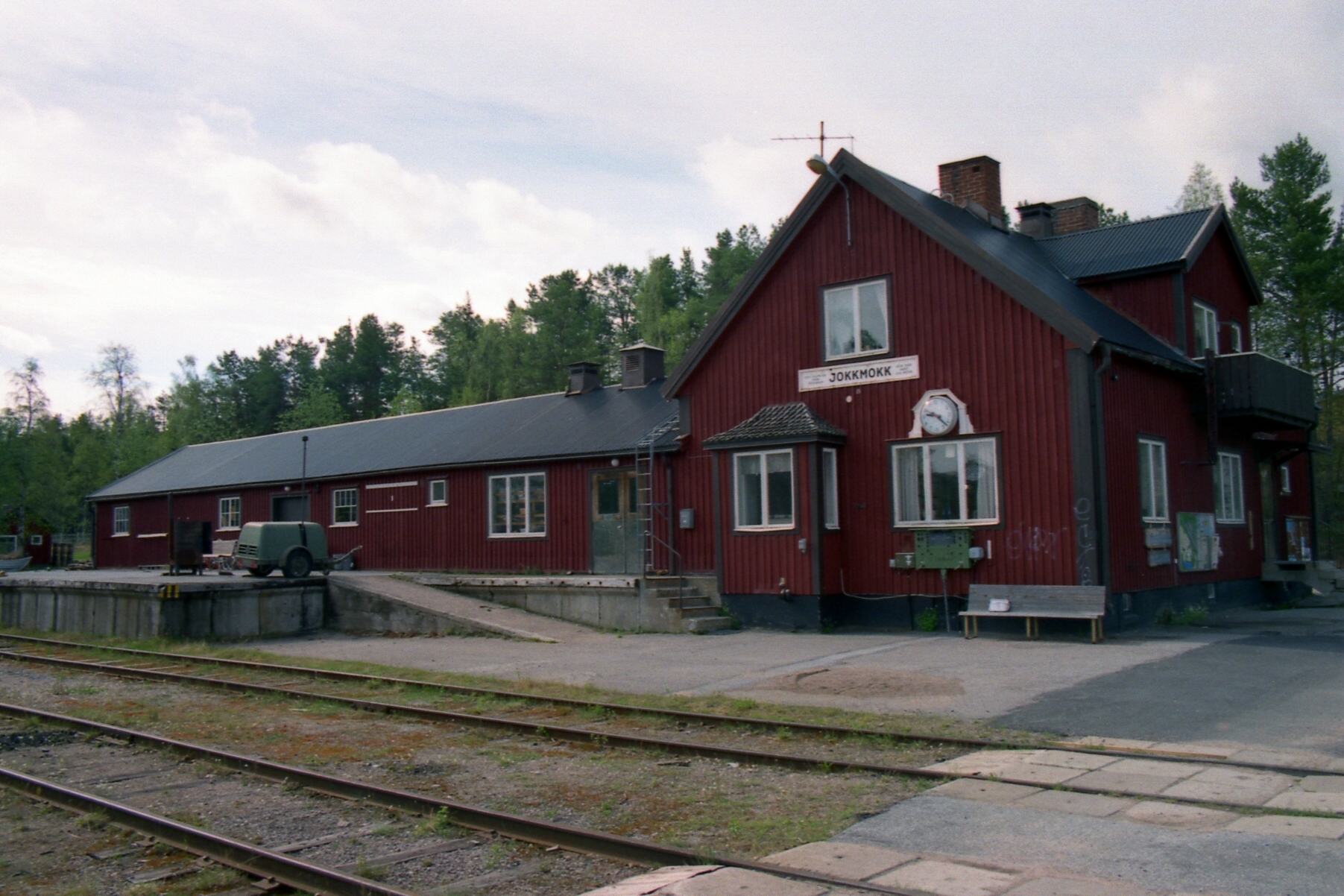
Залізнична станція.
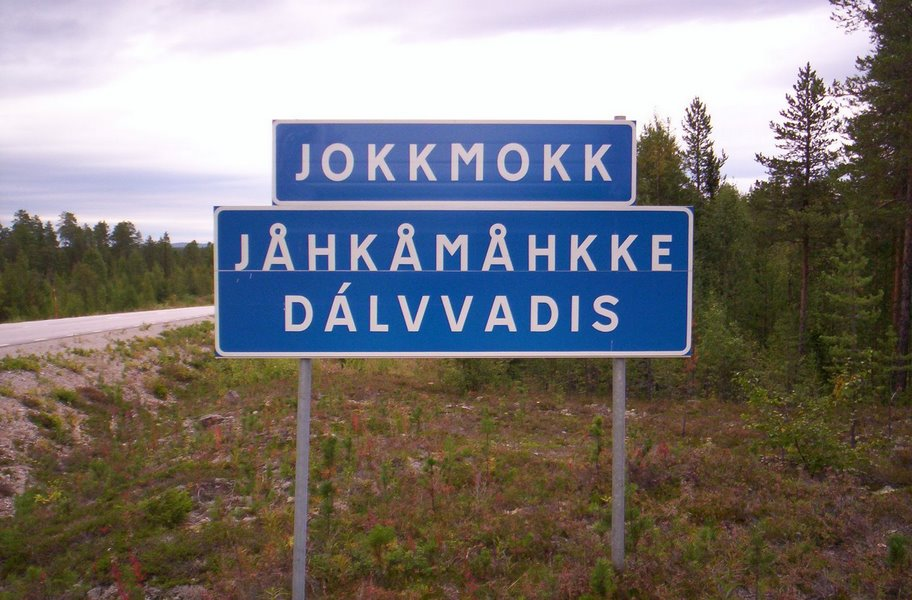
На в'їзді у Йоккмокк. Вказівний знак на трьох мовах.